# Karlsonkast
Een karlsonkast is een luidsprekerkast die in 1952 door de Amerikaan John E. Karlson is uitgevonden. Een karlsonkast is een basreflexsysteem met een poort die van binnenuit in een klankholte met een exponentieel wijder wordende opening overgaat en die als akoestische breedbandresonator werkt. De kast geeft vooral ook de zeer lage frequenties heel goed weer. 

## Werking
De klankholte in het kastontwerp bevat een luchtzuil, vergelijkbaar met de luchtzuil in een aan één kant gesloten pijp. De lucht in deze pijp resoneert op een frequentie met een golflengte van vier keer de lengte van de zuil en ook op de oneven harmonischen van deze frequentie (grafiek a). Bij andere frequenties resoneert de lucht in de pijp niet.
Als nu aan het open uiteinde van de pijp een inkeping wordt gemaakt, dan is het effect hiervan dat de pijp niet meer één bepaalde lengte heeft, waardoor de pieken bij de oneven harmonischen zich verbreden (grafiek b).
Als de inkeping tot 2/3 van de pijp wordt gemaakt en naar het open uiteinde exponentieel toenemend in breedte, dan zal het resultaat zijn, dat de lucht op alle frequenties gelijkmatig resoneert, dat wil zeggen over de hele akoestische bandbreedte (grafiek c).